# 高嶺徳明

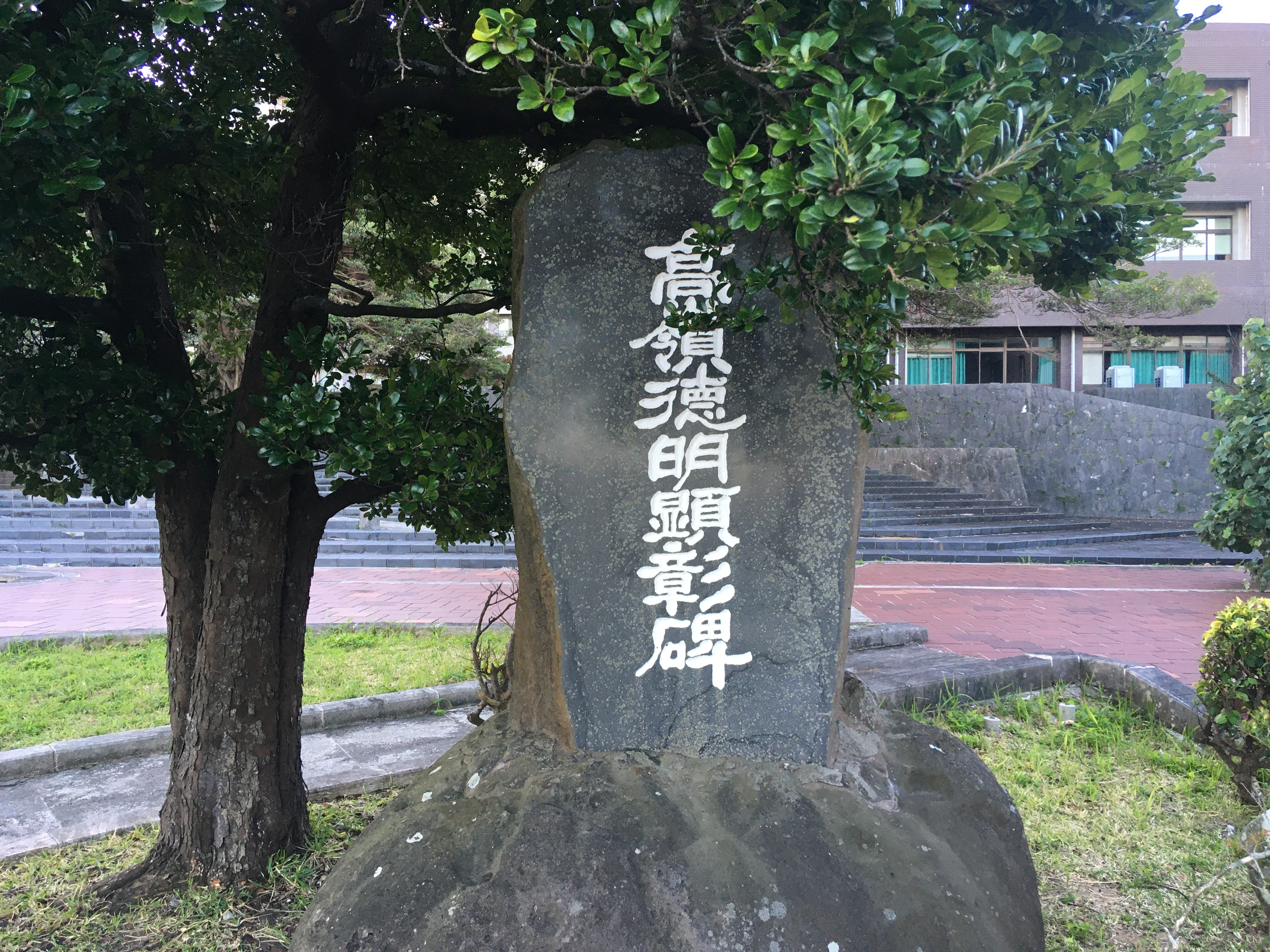
高嶺徳明顕彰碑

高嶺 徳明（たかみね とくめい、1653年3月14日（順治10年2月15日） - 1738年3月5日（乾隆3年1月15日））は、琉球王国の外交官・医師。久米村（現・那覇市久米）出身。唐名は魏 士哲（ぎ してつ）、童名は思五良、号を希賢といい、正式な呼称は高嶺親方徳明。
中国語が堪能で、福州へ渡り、琉球王府の中国語通事となった。中国医師の黄会友を訪ねて、補唇術を学んだ。1689年5月に帰国し、同年11月20日、王孫の尚益に口唇裂手術を施し治癒させた。沖縄学学者東恩納寛惇・金城清松は同手術が全身麻酔を施した上で行われたと指摘し、事実であれば日本史上最古の全身麻酔手術例となるが、史実である確証はない。
あくまで東恩納寛惇の説に拠れば、徳明は後に伝授書を残し、それが伊良子道牛の手に渡り、さらに伊良子道牛が弟子である華岡青洲に他言無用という誓書を入れさせて譲ったが、青洲はその誓いを破って自分の名でもって秘伝を発表してしまったとされる。